# Zwischenmeister
Als Zwischenmeister wird jemand bezeichnet, der die ihm übertragene Arbeit an Heimarbeiter oder Hausgewerbetreibende weitergibt bzw. verteilt. Der Zwischenmeister ist dabei meist kein Arbeitnehmer im sozialrechtlichen Sinn. In der Textilindustrie werden Zwischenmeister unter anderem für die Vorbereitung der seriellen Produktion von Musterkollektionen benötigt.

## Zwischenmeisterei in der Mode
Eine Zwischenmeisterei ist eine Schneiderei oder Kürschnerei, die nicht für Endkunden produziert, sondern Bekleidung für Modeschöpfer, Konfektionäre oder den Einzelhandel herstellt. 
Die Stückzahlen einzelner Kollektionen sind meist gering, eine Produktion in asiatischen Niedriglohnländern lohnt sich deshalb oft nicht. Solche Unternehmen produzieren noch in Europa, nahe bei ihren Auftraggebern. Dies hat eine hohe Abhängigkeit vom lokalen Markt zur Folge. 
In Berlin, einem traditionellen Schwerpunkt der Zwischenmeisterei (viele Konfektionsbetriebe, die Modemesse „Berliner Durchreise“ mit Ursprüngen bis ins 19. Jahrhundert), sank die Zahl der Schneidereien von 81 im Jahr 2000 auf nur noch 31 im Jahr 2004. In der Blüte der Zwischenmeisterei lag das Hauptviertel der Pelz- und Textilkonfektion um den Hausvogteiplatz. Da Berlin mittlerweile ein aufstrebender Modestandort ist, wird der Markt für Zwischenmeistereien derzeit wieder etwas größer.

## Zwischenmeistersystem der Glasbläser
Das Zwischenmeistersystem der Lausitzer Glashütten wird als Ursache dafür genannt, dass es vor 1914 dort „zu keinen ernsthaften Arbeitskämpfen kam“. Es endete 1918 mit der „Überführung des Werkzeugs und der Arbeitsgeräte“ der Glasmachermeister, die „nun nicht mehr auf ihrer Werkstelle im Rahmen ihrer Gruppe selbständig“ waren. Die Glasmachermeister galten ab diesem Zeitpunkt als Arbeiter und stellten ihre Gehilfen und Einträger nicht mehr selbst ein.